# Physciella
Physciella is een geslacht van korstmossen behorend tot de familie Physciaceae. De typesoort is Physciella chloantha.

## Geslachten
Volgens Index Fungorum telt het geslacht acht soorten (peildatum januari 2024):
| Soortnaam                              | Auteur(s)                         | Publicatiejaar |
| -------------------------------------- | --------------------------------- | -------------- |
| Physciella austrosibirica              | G. Urban.                         | 2007           |
| Physciella chloantha (Zonneklepjesmos) | (Ach.) Essl.                      | 1986           |
| Physciella denigrata                   | (Hue) Essl.                       | 1986           |
| Physciella melanchra                   | (Hue) Essl.                       | 1986           |
| Physciella neotropica                  | M.F. Souza & Aptroot              | 2020           |
| Physciella nepalensis                  | (Poelt) Essl.                     | 1986           |
| Physciella nigricans                   | (Flörke) S.Y. Kondr., Lőkös & Hur | 2021           |
| Physciella poeltii                     | (Frey) D. Liu & J.S. Hur          | 2020           |